# Louise (The Human League)
Louise is een nummer van de Britse band The Human League uit 1984. Het is de derde en laatste single van hun vierde studioalbum Hysteria.

## Achtergrondinformatie
"Louise" wordt gezien als de opvolger van Don't You Want Me; de man uit "Don't You Want Me" ziet zijn verloren liefde 4 jaar later weer. Hij kan echter niet met de realiteit omgaan. De woede die "Don't You Want Me" aandreef, is verdwenen en vervangen door een hoopvolle fantasie dat zijn ex-geliefde zich weer tot de man aangetrokken voelt, wat niet zo blijkt te zijn. "Louise" gaat dus eigenlijk over zelfbedrog, waanideeën en eeuwige droefheid. Human League-frontman Philip Oakey zei in een interview dat "Louise" gaat "over mannen die zichzelf wijsmaken dat ze vrouwen kunnen manipuleren, terwijl ze dat niet kunnen". Veel luisteraars hadden dat niet in de gaten, en interpreteerden de tekst verkeerd als "zoet en opgewekt".
Omdat de tweede single van het album Hysteria, "Life on Your Own", het niet zo goed deed in de hitlijsten als verwacht, hield Virgin Records de release van opvolger van "Louise" tegen. Het onverwachte succes van de  filmsoundtrack single "Together in Electric Dreams" van Giorgio Moroder met Philip Oakey bracht Virgin tot heroverweging, waardoor "Louise" alsnog op single verscheen. Ondanks bescheiden steun van Virgin en de band, bereikte het nummer nummer 13 in de UK Singles Chart en bleef het in totaal 10 weken in de Britse hitlijsten staan. In Nederland bereikte het nummer de 13e positie in de Tipparade.
In 2006 coverde Robbie Williams het nummer op zijn album Rudebox.

## Tracklijst
- 7"

1. "Louise" – 4:54
2. "The Sign" (extended re-mix) – 4:50

- 12"

1. "Louise" – 4:54
2. "The Sign" (extended re-mix) – 5:12